# Mariano Akerman
Mariano Akerman (Buenos Aires, 1963) è un pittore, architetto e storico argentino, che come ricercatore e conferenziere sviluppa attività educative che promuovono la libera espressione e la partecipazione comunitaria, tenendo in considerazione i pregiudizi ed il contesto culturale di ogni individuo.

## Biografia

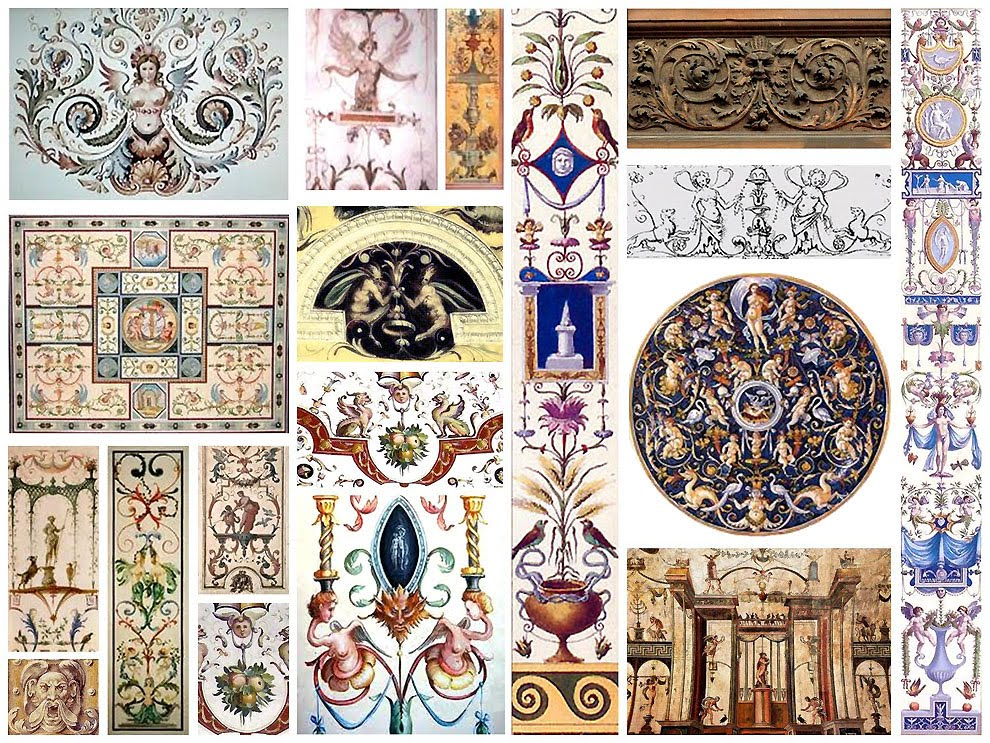
Mariano Akerman: Le grottesche, composizione didattica, 2011.

Nel 1982 inizia i suoi studi in architettura nell'Università di Belgrano, dove si laurea con un lavoro premiato, La Natura dello Spazio ed i Limiti dell'Architettura (1987). Riceve una borsa di studio dal Consiglio Britannico e scrive Il Grottesco nei Dipinti di Francis Bacon nel 1999.
A partire dal 1981, Akerman è presente in conferenze in varie parti del mondo, presso istituzioni come il Museo nazionale di belle arti a Buenos Aires, il Museo nazionale delle Filippine a Manila, la Scuola Scandinava Hooptes Stajärna a Taytay, l'Accademia Nazionale d'Arte a Lahore, l'Università Quaid-i-Azam ad Islamabad, e a Rio de Janeiro: nelle università della Federale e della Cattolica.
Specializzato in Comunicazione visiva, Mariano Akerman sviluppa serie di conferenze, concorsi, laboratori ed esposizioni educative in diversi paesi, collabora con le Ambasciate e Consolati del Belgio, Svezia, Francia, Germania e Svizzera includendo  anche quelle del suo paese di origine.
Imprenditore indipendente multidisciplinare, Akerman ha ricevuto dodici premi internazionali in arte ed educazione.

## Libri
- Linneo, Manila, 2007.[9]
- Arte Tedesca, Islamabad e Rawalpindi, 2010.[10]
- Gestalt, Islamabad e Rawalpindi, 2011.[11]
- Vesalius, Rio de Janeiro, 2015.[12]
- Tradizione e innovazione: incontri con le arti visive, Gerusalemme, 2017-2018.[13]